# CAMSAT XW-3
CAMSAT XW-3 (chinesisch 希望3號 / 希望3号, Pinyin Xīwàng Sānhào, auch CAS-9), alternativ als „Populärwissenschaftlicher Kleinsatellit des Gymnasiums 101“ (一零一中学科普小卫星) bezeichnet, auch Hope-OSCAR-113 bzw. HO-113 ist ein chinesischer Amateurfunksatellit.

## Aufbau
Der von der Hangtian Dong Fang Hong GmbH, einer Tochtergesellschaft der Chinesischen Akademie für Weltraumtechnologie, entwickelte Satellit hat eine 6U-CubeSat-Struktur mit einer Masse von ca. 10 kg, ein dreiachsiges stabilisiertes Lageregelungssystem und mit den vier im Orbit entfalteten Solarpanels eine Größe von 340,5 × 121,76 × 998 mm. Die elektrische Leistung beträgt ca. 15,2 Watt. Zu den Funktionen des Satelliten gehören UHF-CW-Telemetrie-Bake, GMSK-Telemetrie-Datenübertragung, ein linearer Transponder im Mode V/U, eine Weltraumkamera für den sichtbaren Lichtbereich und ein experimenteller thermoelektrischer Generator für Versuche mit Schülern und Studenten. Es ist vorgesehen, den Download der Weltraumkamera-Fotos für Funkamateure auf der ganzen Welt zugänglich zu machen. Wenn der entsprechende Fernsteuerungsbefehl vom Satelliten empfangen wird, wird der GMSK-Telemetrie-Kanal für den Downlink der Fotodaten verwendet und der Telemetrie-Downlink wird unterbrochen.

## Mission
Der Satellit wurde am 26. Dezember 2021 um 03:11 Uhr UTC mit einer Changzheng-4C-Trägerrakete vom Kosmodrom Taiyuan in der nordchinesischen Provinz Shanxi als Sekundärnutzlast des Erdbeobachtungssatelliten Ziyuan-1 06 (资源一号06星) in eine kreisförmige sonnensynchrone Umlaufbahn gestartet.
Noch am selben Tag konnte Han Wentao (韩文涛, BH4IWK) die Signale der Telemetriebake auf 435,575 MHz empfangen. Neben seiner Funktion als Amateurfunksatellit soll XW-3 auch im gymnasialen Erdkundeunterricht genutzt werden, sowohl in China als auch in Afrika. Er soll zum einen als Plattform für den Austausch zwischen raumfahrtinteressierten Schülern beider Kontinente dienen und zum anderen die generelle Zusammenarbeit zwischen der Volksrepublik China und den afrikanischen Ländern auf dem Gebiet der Raumfahrt voranbringen.
Am 2. Januar 2022 wurde durch den OSCAR-Nummer-Koordinator der AMSAT-NA die Bezeichnung Hope-OSCAR-113 bzw. HO-113 verliehen.
Bereits seit 2009 bzw. XW-1 tragen eine ganze Reihe von chinesischen Amateurfunksatelliten den Namen „Xiwang“ bzw. „Hoffnung“.
Im Fall von XW-3 steht „Hope“ jedoch nicht für „Hoffnung“, sondern für „Hyperspace Opportunity for Pioneering Education“, ein Programm, das von der Nationalen Raumfahrtbehörde Chinas und den Vertretern von 53 afrikanischen Staaten auf der 8. Ministerkonferenz des Forums für chinesisch-afrikanische Zusammenarbeit in Dakar (29. – 30. November 2021) beschlossen wurde.
Mitte Dezember 2021 fand per Videokonferenz die erste gemeinsame Unterrichtsveranstaltung mit Gymnasiasten aus China, Ägypten und Äthiopien statt. Der Unterricht wurde von Vertretern der Nationalen Raumfahrtbehörde Chinas, des Äthiopischen Instituts für Weltraumwissenschaft und -technik, der Egyptian Space Agency sowie des ägyptischen Ministeriums für Bildung und technische Bildung betreut.

## Frequenzen
- 435,575 MHz Telemetriebake (CW), HF-Leistung 20 dBm, CW-Geschwindigkeit 22 wpm
- 435,725 MHz Telemetrie (GMSK), HF-Leistung 23 dBm, Datenrate 4800 bps
- Invertierender Lineartransponder, Mode V/U, HF Leistung 20 dBm, Bandbreite 30 kHz
- 145,870 MHz (Uplink)
- 435,180 MHz (Downlink)